# Driedorf
Driedorf è un comune tedesco di 5 135 abitanti situato nel land dell'Assia.